# Trzymacze heraldyczne

Przykład trzymaczy heraldycznych

Trzymacze heraldyczne, nazywane również podporami tarczowymi lub bocznicami – postacie ludzkie lub zwierzęta umieszczane po jednej lub – częściej – po obu stronach, niekiedy za tarczą herbową, i podtrzymujące ją.

## Opis
W charakterze trzymaczy mogły wystąpić w zmienionej nieco formie godła heraldyczne, postacie ludzkie – rycerze, Murzyni, giganci, aniołowie – zwierzęta rzeczywiste i fantastyczne – lwy, orły, gryfy, centaury i inne. Trzymaczom często podkładano pod nogi lub łapy specjalny postument heraldyczny, jedynie ptaki – trzymacze wyglądały naturalnie unosząc się swobodnie.
| Lew | Jednorożec |

Trzymacze są udostojnieniem herbu, nie mogły być stosowane dowolnie i samowolnie lecz jedynie na mocy specjalnego aktu nadania.
W polskiej heraldyce użycie trzymaczy nie zostało jak dotąd ujęte przepisami, stąd pojawiają się one dowolnie, jako ozdoba herbu. W okresie rozbiorów używanie trzymaczy herbowych zostało ograniczone przez heroldie państw zaborczych tylko do tych prawnie nadanych. Jednak nie wydaje się by była to regulacja wiążąca dla polskiego prawa i obyczaju heraldycznego. Znanym przykładem trzymaczy herbowych w Polsce są złote lwy z herbu Gdańska.

### Trzymacze w herbach

Trzymacze w herbie Wielkiej Brytanii
Trzymacze w herbie Kanady
Trzymacze w herbie Nowej Zelandii
Trzymacze w herbie Łotwy
Cztery trzymacze w herbie Islandii
Trzymacze – antylopy kudu w herbie Zimbabwe
Trzymacze w herbie Gdańska
Trzymacze w herbie Bawarii
Trzymacze w herbie Bremy
Rośliny trzymacze w herbie stanu Rio Grande do Norte
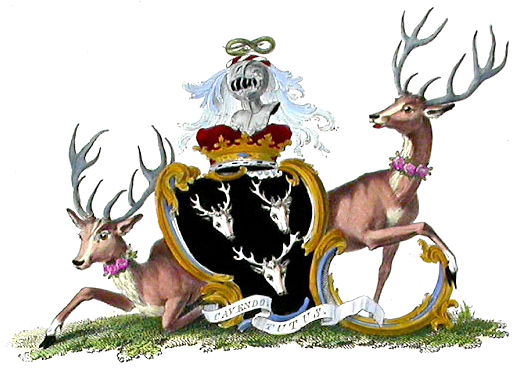
Przykład trzymacza nie trzymającego tarczy w herbie książąt Devonshire
Trzymacze w herbie Baronessy Margaret Thatcher